# پاسدارخانه
پاسدارخانه یا اسلحه خانه مکانی است در پادگانهای نظامی، که محل حضور عناصر محافظتی پادگان است.
افسر نگهبان، معاون افسر نگهبان، رئیس پاسدار و سربازان پاسدار افرادی هستند که به صورت ۲۴ ساعته در پاسدارخانه حضور دارند و به صورت شیفتی تعویض می‌گردند.
تمامی سربازان بعد از دو ساعت پست نگهبانی، دو ساعت به صورت آماده باش در پاسدارخانه آماده برای هرگونه حوادث احتمالی هستند تا در صورت خطر سریع خود را با اسلحه و مهمات به منطقه خطر برسانند.
از آنجا که پاسدارخانه و عناصر حاضر در آن وظیفه محافظت فیزیکی از پادگان نظامی را دارند از این رو کلیه افراد یاد شده مسلح به سلاح گرم و سرد می‌باشند و جهت دفاع از حریم پادگان در برابر تهاجمات احتمالی آمادگی کامل دارند. در هر سه ساعت پست کارکنان وظیفه مطابق آیین‌نامه شش ساعت استراحت و در پست‌های دژبانی در هر ۱۲ ساعت ۲۴ ساعت استراحت درنظر گرفته شده است.

## پاس‌بخش
پاس‌بخش عضوی از پاسدارخانه است که توسط مسئول پاسدارخانه انتخاب شده و مستقیماً از او دستور می‌گیرد. وظیفه او نظارت و هماهنگی پستها و نظارت بر عملکرد نگهبان (وضعیت هوشیاری، مسلح یا به ضامن بودن سلاح و غیره) است.

## اسلحه‌دار
فردی است در پاسدارخانه که در مدت بیست‌وچهار ساعت اسلحه‌خانه در اختیار اوست. تعمیر و نگهداری تسلیحات (روغن‌کاری و تنظیف)، پُر نگه‌داشتن خشاب‌ها، تعویض مهمات فاسد شده و همچنین تهیهٔ آمار تسلیحات از جمله وظایف اسلحه‌دار است.